# VR Sr1
Die Baureihe Sr1 ist die älteste Bauart finnischer Elektrolokomotiven. Die damalige finnische Staatsbahn VR bestellte 1973 in der sowjetischen Elektrolokomotivenfabrik Nowotscherkassk 110 Maschinen der Baureihe Sr1. Die elektrische Ausrüstung stammte von der finnischen Firma Oy Strömberg AB (heute ABB).

## Geschichte
Die erste Lokomotive (3001) traf am 4. September 1973 in Finnland ein, die letzte (3110) im Jahre 1984. 1993 wurde bei Hyvinkään Konepaja aus vorhandenen Ersatzteilen eine weitere Lokomotive gebaut und mit der Nummer 3111 in Dienst gestellt. Zwei Jahre später baute Hyvinkään Konepaja auch den in Nowotscherkassk gefertigten Prototyp Nr. 3000 betriebsbereit auf. Die Maschine erhielt die Nummer 3112 und wurde ebenfalls bei VR eingereiht. Wegen ihrer Herkunft tragen die 112 Lokomotiven dieser Baureihe den Spitznamen Siperian Susi (deutsch: Wolf von Sibirien). Die Bezeichnung passt allerdings nicht ganz, weil Nowotscherkassk nicht in Sibirien, sondern in Südrussland liegt.
Die Höchstgeschwindigkeit der Sr1 betrug zunächst 140 km/h, wurde aber ab Lokomotive mit der Nummer 3098 auf 160 km/h erhöht. Bereits in den 1980er Jahren wurde die Höchstgeschwindigkeit der Lokomotiven Nr. 3040 und 3041 zu Erprobungszwecken auf 160 km/h heraufgesetzt. Ab 2003 wurde die Höchstgeschwindigkeit wieder auf 140 km/h reduziert, da die geänderte Getriebeübersetzung Einbußen bei der Zugkraft bedeutete. Im Juli 2006 war nur noch die Lokomotive Nr. 3107 für 160 km/h zugelassen.
Nach anfänglichen Kinderkrankheiten flossen kontinuierlich Verbesserungen in die Fertigung ein, die aus der Sr1 eine äußerst zuverlässige Lokomotive machten. Mit 110 Exemplaren ist sie die zahlenmäßig größte Elektrolokomotivbaureihe Finnlands und bildet das Rückgrat der elektrischen Zugförderung.

## Verbleib
Am 31. Dezember 2001 waren noch 110 Maschinen im Einsatz. Die Sr1 3048 schied nach dem Eisenbahnunfall von Jokela am 21. April 1996 aus dem Bestand aus, die Sr1 3089 folgte am 6. März 1998 nach einem Unfall von Jyväskylä.
Am 21. Februar 2011 wurde die Sr1 3101 bei einem Unfall mit einem Güterzug zwischen Siuro und Suoniemi beschädigt. Ende August 2011 erfolgte der Verschrottungsbeschluss. Die Drehgestelle wurden als Ersatzteile verwendet und weitere Einzelteile vor der Verschrottung in der Werkstatt Hyvinkää ausgebaut.
Die Sr1 3054, 3074 und 3103 wurden 2022 abgestellt und als Ersatzteilspender nach Kouvola gebracht. Die Sr1 3074 wurde am 30. September 2022 nach Pieksämäki überführt. Am 14. April 2023 wurde die Sr1 3022 zum Abwracken nach Kouvola gebracht. Mögliche Ersatzteile werden für andere Lokomotiven verwendet.
Nicht mehr verwendete Lokomotiven wurden im Frühjahr 2023 an Recyclingunternehmen versteigert. Die zehn Lokomotiven 3047, 3054, 3060, 3062, 3063, 3066, 3074, 3095, 3099 und 3103 wurden zwischen 2021 und 2022 ausgemustert. Drehgestelle und sämtliches Material, das als Ersatzteile für im Einsatz befindliche Lokomotiven verwendet werden kann, wurde zuvor entnommen.
Die Sr1 3049, 3051, 3092, 3096, 3097 und 3100 wurden ab Frühsommer 2023 als Ersatzteilspender in Kouvola gesammelt. Nach dem Abbau der verwendbaren Teile wurden sie nach Pieksämäki gebracht. Die Lokomotiven 3012–3015, 3052, 3068, 3081, 3102, 3104 und 3106 wurden abgestellt. Am 20. April 2024 erfolgte die Verschrottung der Sr1 3015 und 3100.

## Umbauten
Die Sr1 3018 wurde seit dem Frühjahr 2023 als ETCS-Testlokomotive umgebaut. Da es im Vergleich zu den Planzeichnungen deutliche Unterschiede in Aufbau und Verkabelung der Lokomotive gab, verzögerten sich die Arbeiten bis zum Jahresende.

## Refit
Für rund 50 Lokomotiven ist ein Refit geplant. Die aufgearbeiteten Lokomotiven sollen dann weiterhin für den Güterverkehr verwendet werden.
Am 12. Dezember 2024 standen Sr1 3015, 3022, 3049, 3051, 3092, 3096, 3097 und 3100 abgestellt in der Maschinenwerkstatt Pieksämäki.